# Du'ao
Kralj Du'ao (堵敖) ili Zhuang'ao (莊敖) (? - 672. prije nove ere) bio je vladar drevne kineske države Chu.
Bio je rođen kao Xiong Jian, sin kralja Wena od Chua te brat kralja Chenga.
Cheng je još kao princ ubio Du'aoa.
Du'ao je postumno ime ovog kralja.
Nije poznato je li Du'ao imao djece.